# Is Pirois
Das Brunnenheiligtum (italienisch Pozzo sacro) Is Pirois in Villaputzu in der Metropolitanstadt Cagliari auf Sardinien ist im Gegensatz zu fast allen anderen auf der Insel, der Unterteil einer Nuraghe, die über der  Pseudokuppel, die die Brunnenkammer bildet, errichtet wurde. Die in einer präzisen Technik gebaute Anlage entstand in der mittleren Bronzezeit etwa 1600 v. Chr. Das Atrium wird durch zwei gegenüberliegende schräge Wände aus Granitblöcken gebildet. Vom Eingang führt eine Treppe in die Brunnenkammer hinab. Die Quelle ist noch aktiv und zu bestimmten Jahreszeiten ist der untere Teil der Treppe nicht zu betreten, weil der Wasserstand zu hoch ist.

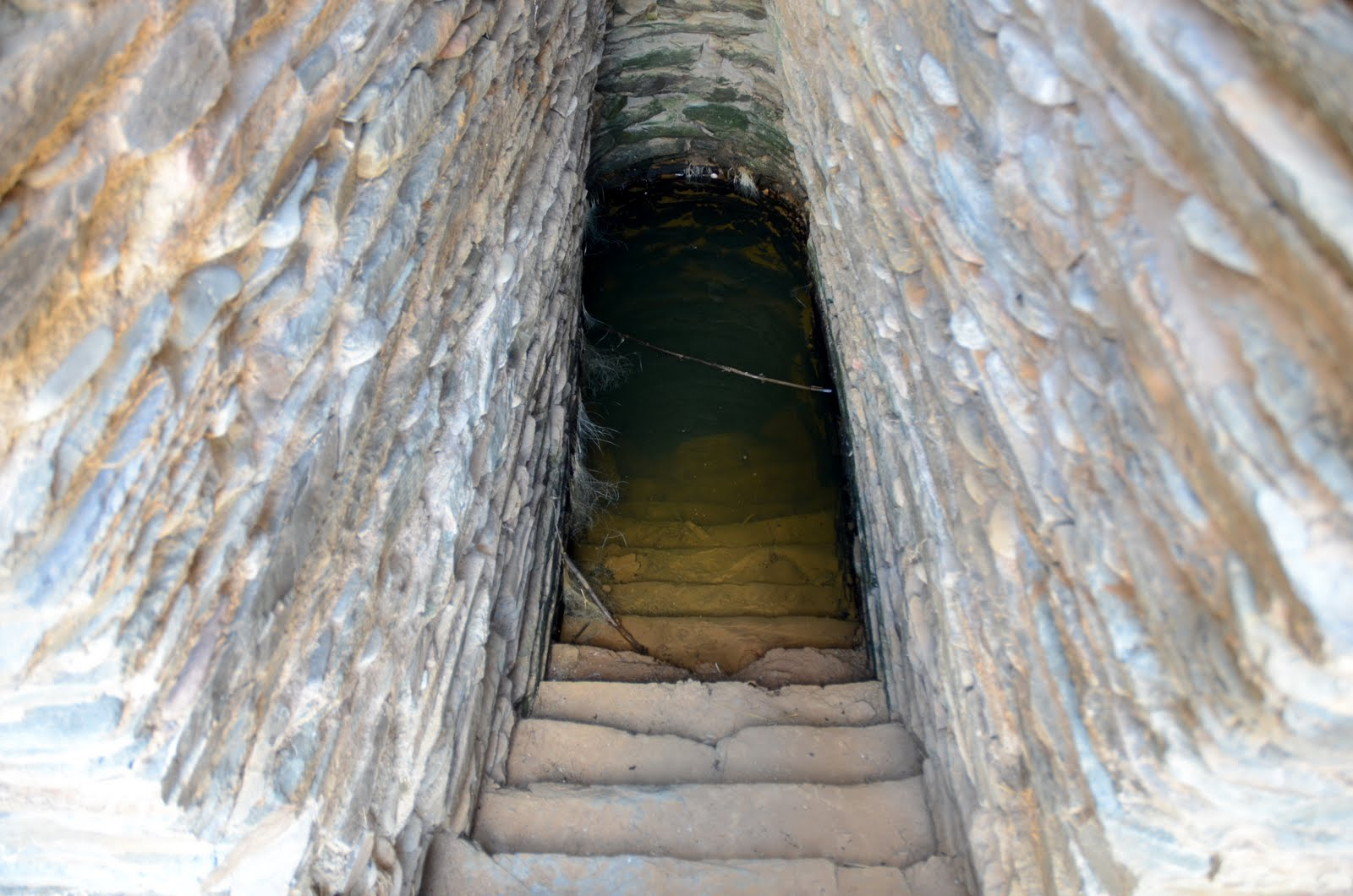
Treppe zum Brunnen